# Бышковский сельский совет (Козовский район)
Бышковский сельский совет (укр. Бишківська сільська рада) — входит в состав
Козовского района
Тернопольской области
Украины.
Административный центр сельского совета находится в 
с. Бышки.

## Населённые пункты совета
- с. Бышки